# Sigibert II.
Sigibert II. (* 602; † 613) war der älteste Sohn des Frankenkönigs Theuderich II.

## Leben
Sigiberts Vater Theuderich II. war, nachdem er seinen Bruder Theudebert II. besiegt und getötet hatte, zum alleinigen Herrscher von Austrasien geworden. Er starb aber völlig überraschend, nur 25-jährig, in seiner Residenz Metz im Jahr nach seinem Sieg (613). Sigibert wurde daraufhin von seiner Urgroßmutter Brunichild auf den Thron gehoben.
Brunichild gelang es jedoch nicht, sich mit diesem Schritt gegen die aufkeimende austrasische Adelsopposition durchzusetzen. Sie wurde gefangen genommen und an Chlothar II. ausgeliefert, der in Neustrien herrschte. Chlothar ließ sie, Sigibert und seinen Bruder Corbus töten, nur den jüngsten Bruder Merowech verschonte er, da er sein Patenkind war. Childebert, dem vierten der Brüder, gelang die Flucht. Chlothar II. übernahm anschließend die Herrschaft auch im Rest des Frankenreichs.